# BBC Computer Literacy Project
BBC Computer Literacy Project (BBC-ev projekt za računarsku pismenost) bio je program pod pokroviteljstvom Britanske državne medijske kuće BBC koja je započela 1981., kao odgovor na revolucionaru ITV-ovu TV emisiju The Mighty Micro (Moćni mikro) koja je bilo zasnovana na istoimenoj knjizi Dr Christophera Evansa koja je izdana 1979., a u kojem je prikazana mikroračualska revolucija i njen utjecaj na ekonomiju i životni stil u Velikoj Britaniji. Televizijsku seriju Moćni mikro prikazala je Televizija Zagreb 1982. U svojem projektu BBC je htjela izabrati računalo u kojem su htjeli demonstrirati teme kao: programiranje, računalsku grafiku, proizvodnju zvukova i glazbu, teletekst, upravljanje s vanjskim sklopovljem, te demonstrirati umjetnu inteligenciju. Odluka je isto pala da se na novo mikroračunalo stavi znak BBC-a. Nakon što su sve specifikacije bile stavljene na papir, koje su bile veoma napredne za 1981., projektni tim je se sastalo sa sljedećim tvrtkama; Sinclair Research, Newbury Laboratories, Dragon, te Acorn. Tvrtka Acorn je imala program za proširenje svoga računala Atom, koje je nosilo ime Proton, koje je imalo bolju grafiku i MOS Technology 6502 s taktom od 2Mhz. Prototip je bio završen da danonoćnim skupine studenata, tako da je računalo Proton bilo završeno, i koje je premašilo sve zahtjeve koje su bile postavljene od BBC-a. Novo računalo korišteno je u snimanju desetoepizodne emisije The Computer Programme.